# 帕维尔·库利日尼科夫
帕维尔·亚历山德罗维奇·库利日尼科夫（俄语：Павел Александрович Кулижников，1994年4月20日—），俄罗斯男子速度滑冰运动员，2015年世界单程距离速度滑冰锦标赛男子500米金牌得主和男子1000米银牌得主、2016年世界单程距离速度滑冰锦标赛男子500米和男子1000米金牌得主、2019年世界单程距离速度滑冰锦标赛男子团体竞速赛铜牌得主、2020年世界单程距离速度滑冰锦标赛男子500米和男子1000米金牌得主、2021年世界速度滑冰锦标赛男子500米和男子1000米银牌得主。